# Anurophorus trisensillus
Anurophorus trisensillus är en urinsektsart som beskrevs av Potapov 1997. Anurophorus trisensillus ingår i släktet Anurophorus och familjen Isotomidae. Inga underarter finns listade i Catalogue of Life.